# Episodi di Convoy
La prima e unica stagione della serie televisiva Convoy è andata in onda negli Stati Uniti dal 17 settembre 1965 al 10 dicembre 1965 sulla NBC.
| nº | Titolo originale                 | Prima TV USA      |
| -- | -------------------------------- | ----------------- |
| 1  | Passage to Liverpool             | 17 settembre 1965 |
| 2  | Flight from Norway               | 24 settembre 1965 |
| 3  | Felicia                          | 1º ottobre 1965   |
| 4  | The Many Colors of Courage       | 8 ottobre 1965    |
| 5  | Lady on the Rock                 | 15 ottobre 1965   |
| 6  | The Duel                         | 22 ottobre 1965   |
| 7  | Katya                            | 29 ottobre 1965   |
| 8  | Admiral Do-Right                 | 5 novembre 1965   |
| 9  | Sink U-116!                      | 12 novembre 1965  |
| 10 | The Heart of an Enemy            | 19 novembre 1965  |
| 11 | No More Souvenirs                | 26 novembre 1965  |
| 12 | The Assassin                     | 3 dicembre 1965   |
| 13 | The Man with the Saltwater Socks | 10 dicembre 1965  |

## Passage to Liverpool
- Prima televisiva: 17 settembre 1965

### Trama
- Guest star: James McCallion (Burke), John Biroc (Gregory), Michele Montau, Scott Hale, John McLiam (dottor Farris), Horst Ebersberg, Gia Scala (Madeline Duval)

## Flight from Norway
- Prima televisiva: 24 settembre 1965

### Trama
- Guest star: Joe Turkel (Hauptman Launer), Simon Scott (generale Walther Korsch), Paul Carr (tenente Kleiner), Donnelly Rhodes (maggiore Leslie), Dana Wynter (dottor Elsa Aufricht)

## Felicia
- Prima televisiva: 1º ottobre 1965

### Trama
- Guest star: Liam Sullivan (Leigh), Richard Peel (padre), Antoinette Bower (Kay), Katherine Crawford (Felicia Farrington), Patricia Tidy (madre)

## The Many Colors of Courage
- Prima televisiva: 8 ottobre 1965

### Trama
- Guest star: Jeannine Riley (Suzie Mae Humbolt), Jack Palance (Harvey Bell), Dennis Hopper (Roger Small), Barbara Rush (Alice Bell)

## Lady on the Rock
- Prima televisiva: 15 ottobre 1965

### Trama
- Guest star: Eleanor Parker (Kate Fowler), Sean McClory (maggiore Perth-Whittaker), Richard Angarola (Marcel Broussard), Lynne Beaul (segretario/a), Brendan Dillon (Commodore Morris), James Doohan (tenente Wells), Peter Mamakos (ballerino), John Marley (Gitano), Felipe Turich (cameriere)

## The Duel
- Prima televisiva: 22 ottobre 1965

### Trama
- Guest star: Bob Shane (musicista), Milton Selzer (Eric Sturm), The Kingston Trio (Folkgroup), Frank Marth (comandante Fritz Werner), Edward Mulhare (capitano Kurt Von Krug), Nick Reynolds (musicista), John Stewart (musicista)

## Katya
- Prima televisiva: 29 ottobre 1965

### Trama
- Guest star: Diana Hyland (tenente Katya Katrovich), Barbara Morrison (proprietaria), Nehemiah Persoff (Dimitri Federenko)

## Admiral Do-Right
- Prima televisiva: 5 novembre 1965

### Trama
- Guest star: Seymour Cassel (Phelps), Paul Genge, Ed Peck, Andrew Prine (Tillman)

## Sink U-116!
- Prima televisiva: 12 novembre 1965

### Trama
- Guest star: Leslie Nielsen (Steiner), Arnold Moss (DeGava), Lee Bergere (Boulon), Monica Lewis (Sorella Seraphita), Robert Pine, Don Wilbanks (O'Day)

## The Heart of an Enemy
- Prima televisiva: 19 novembre 1965

### Trama
- Guest star: Sandy Kenyon (dottor Reece), Bob Kanter (Albrecht), Diane Baker (Ruth Greene), Horst Ebersberg (Juergens), John Leyton (tenente Detley Henning)

## No More Souvenirs
- Prima televisiva: 26 novembre 1965

### Trama
- Guest star: Jan Shepard (Gillian Haney), Harold Gould (dottor Simpson), Clive Clerk (Morgan), John Gallaudet (Bill), Michael Stanwood (Parker)

## The Assassin
- Prima televisiva: 3 dicembre 1965

### Trama
- Guest star: Jeremy Slate (Erik Larsen), John Lodge (dottore), Bart Burns (Beach), Vince Carroll (Ashton), Marian Collier (tenente Victoria Shepard), Carl Esmond (maresciallo di campo Von Speer), William Stevens (Johnson)

## The Man with the Saltwater Socks
- Prima televisiva: 10 dicembre 1965

### Trama
- Guest star: Michael Stanwood (Myers), Noam Pitlik (Shapiro), Gail Bonney (Mrs. Hansen), Don Galloway (Craig), Karl Swenson (Lars Hanson)